# Llanddaniel Fab
Llanddaniel Fab es un pueblo en el distrito electoral de Llanidan, al suroeste de Anglesey, Gales. 
Se encuentra cerca del monumento prehistórico de Bryn Celli Ddu, que se construyó al final del periodo neolítico. 
Más recientemente, el pueblo se vio seriamente afectado por la crisis de la fiebre aftosa del Reino Unido de 2001.
El pueblo lo dirige su propio concejo comunal y su concejo condal representante es el concejal Hywel Eifion Jones, quien mantiene el puesto desde mayo de 1999. Posee una oficina de correos, una escuela primaria, una galería de arte y un complejo de golf que incluye una pista de nueve hoyos, 14 bay all weather range y green.